# Holiday (película)
Holiday, conocida en español como Vivir para gozar, y como Negocios y placer, es una película norteamericana de 1938, dirigida por George Cukor y protagonizada por Katharine Hepburn y Cary Grant.
Basado en una obra teatral de Philip Barry.

## Argumento
Un hombre prometido, poco antes de la boda, se da cuenta de que está enamorado de su cuñada.

## Otros créditos
- Productora: Columbia Pictures
- Color: Blanco y negro
- Sonido: Western Electric Mirrophonic Recording
- Dirección artística: Stephen Goosson
- Montaje: Al Clark y Otto Meyer
- Director de segunda unidad: Cliff P. Broughton
- Sonido: Lodge Cunningham
- Diseño de vestuario: Robert Kalloch

## Premios
- La película fue nominada a los premios Óscar en la categoría de Mejor dirección artística: Stephen Goosson y Lionel Banks.